# Bonsin
Bonsin is een dorp in de Belgische provincie Namen en een deelgemeente van Somme-Leuze. In Bonsin ligt ook het dorpje Chardeneux.

## Geschiedenis
Op het eind van het ancien régime werd Bonsin een gemeente. De gemeente werd in 1811 vergroot door toevoeging van de opgeheven gemeenten Borlon en Chardeneux. Bonsin verhuisde in 1819 van het arrondissement Marche-en-Famenne naar het arrondissement Dinant (provincie Namen). Nadien werd Bonsin weer afgescheiden als aparte gemeente en werd het weer deel van  het arrondissement Marche-en-Famenne, (provincie Luxemburg). Door de aanhechting bij Somme-Leuze in 1977 kwam het definitief in de provincie Namen te liggen.

## Demografische ontwikkeling
- Bronnen:NIS, Opm:1831 tot en met 1970=volkstellingen, 1976= inwoneraantal op 31 december

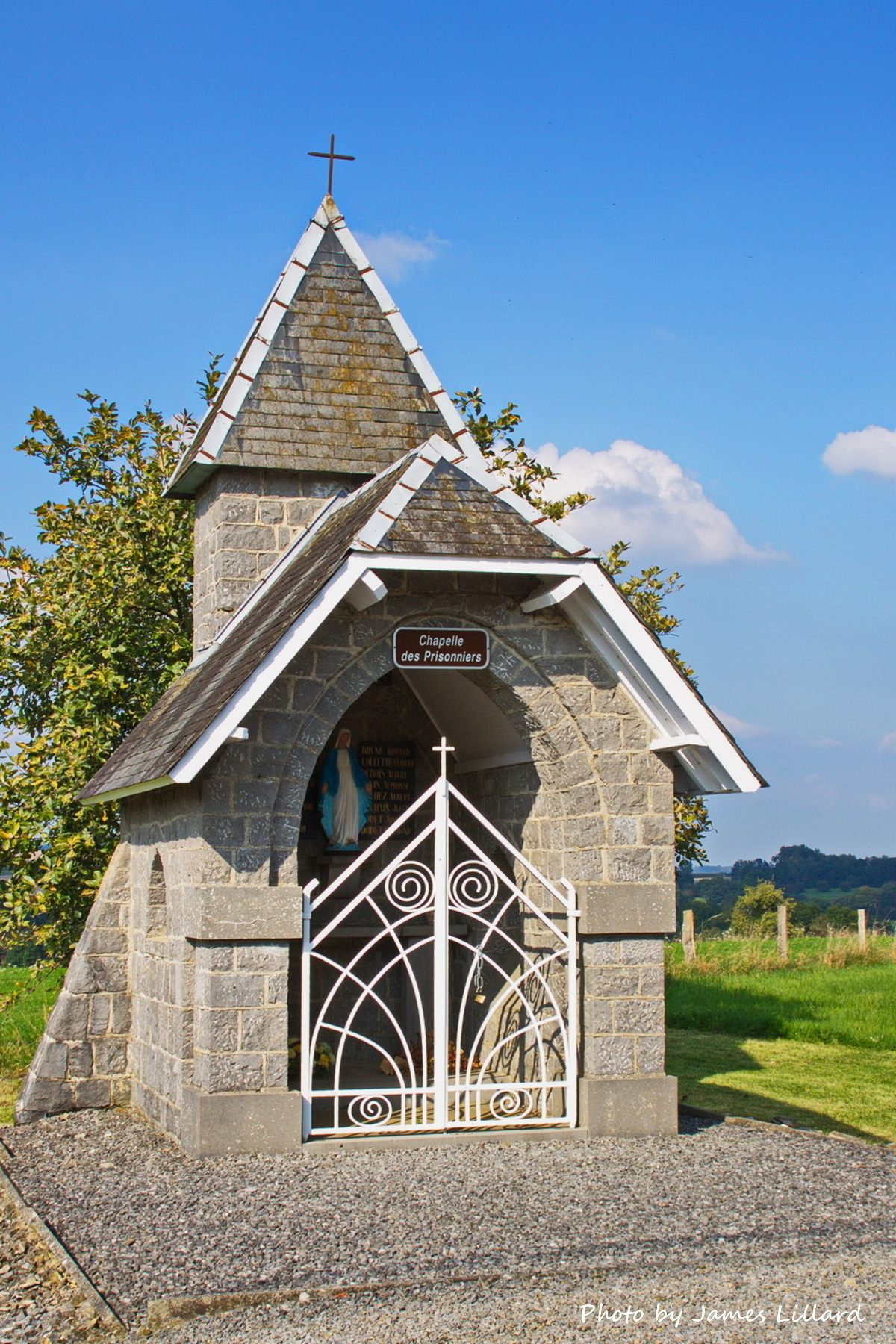
Chapelle des Prisonniers

Deelgemeenten: Baillonville · Bonsin · Heure-en-Famenne · Hogne · Nettinne · Noiseux · Sinsin · Somme-Leuze · Waillet

Overige dorpen: Chardeneux · Fourneau · Mehogne · Moressée · Rabosée · Sinsin-Grande · Sinsin-Petite · Somal

Belgische gemeenten · arrondissement Dinant · provincie Namen · Wallonië